# ザヒーラーバード
ザヒーラーバード（テルグ語：జహీరాబాద్ zahīrābād、英語：Zaheerabad）は、インドのテランガーナ州、メダック県の都市。

## 歴史
この地域を統治したムハンマド・ザヒールッディーン・ハーン（ナワーブ・ザヒール・ヤール・ジャング）の名にちなんで、ザヒーラーバードと名付けられた。
1948年、ポロ作戦で併合された。